# Fässbergs landskommun
Fässbergs landskommun var en kommun i dåvarande Göteborgs och Bohus län

## Administrativ historik
När 1862 års kommunalförordningar trädde i kraft inrättades denna kommun i Fässbergs socken i Askims härad i Västergötland. 7 juli 1911 inrättades Mölndals municipalsamhälle i landskommunen. 1 januari 1922 ombildades kommunen till Mölndals stad som 1971 ombildades till Mölndals kommun.